# Eilidh Whiteford
Eilidh Whiteford (née le 24 avril 1969) est une femme politique du Parti national écossais (SNP) qui est députée de Banff et Buchan de 2010 à 2017.
Au Parlement 2010-15, elle est porte-parole du SNP pour les femmes, pour la pêche, l'alimentation et les affaires rurales et pour le développement international. Au cours de la législature 2015-2017, elle siège au comité restreint des affaires écossaises et est porte-parole du SNP à Westminster pour la justice sociale, le travail et les retraites .

## Biographie
Whiteford est née en 1969 à Aberdeen et grandit à Macduff, Banffshire, où ses parents vivent toujours. Elle fréquente la Banff Academy et milite au SNP en rejoignant sa branche locale en 1986, à l'approche de l'élection d'Alex Salmond en 1987 . Elle est diplômée de l'Université de Glasgow avec mention très bien en Littérature écossaise et anglaise, suivie d'études de troisième cycle au Canada et en Écosse qui conduisent à un doctorat en 1998. Pendant ses études universitaires, elle s'implique dans la Fédération des étudiants nationalistes, d'abord en tant qu'organisatrice nationale, puis en tant que présidente, siégeant à l'exécutif national du SNP et comme porte-parole du parti sur l'enseignement supérieur. En 1992, elle travaille au bureau de Peterhead pour Alex Salmond.
Elle retourne dans le Nord-Est au début de 1998 pour travailler pour le député européen Allan Macartney. Après la mort de Macartney en août 1998, elle travaille pour Ian Hudghton député européen jusqu'aux élections de 1999, et aide ensuite la nouvelle députée parlementaire Irene McGugan à mettre en place sa permanence de circonscription lors du premier mandat du Parlement écossais.
Elle est chargée de cours à l'Université de Glasgow en 1999 en enseignant la Littérature écossaise et en développant des voies d'accès à l'enseignement supérieur pour les étudiants adultes (au département d'éducation des adultes et de formation continue de l'Université de Glasgow).
En 2001, elle occupe un poste de militante dans le secteur bénévole en tant que coordinatrice de la Scottish Carers' Alliance, un réseau d'organisations de soignants, de personnes handicapées et d'enfants œuvrant pour les droits et le soutien des personnes qui s'occupent de parents âgés, malades ou handicapés .
En 2003, elle part à Oxfam où elle travaille comme conseillère politique et directrice de campagne pendant plus de six ans, un poste qui l'amène dans de nombreuses régions du monde. Elle participe activement à la campagne Abolissons la pauvreté en 2005 et aide à mettre en place le Scottish Fair Trade Forum . En 2006, elle préside l'Appel mondial à l'action contre la pauvreté en Écosse . Elle s'investit également sur les questions de développement auprès des membres du Parlement écossais et, immédiatement après la campagne Abolissons la pauvreté, devient responsable des campagnes écossaises d'Oxfam. Elle quitte ce poste en 2009, pour se présenter comme candidate du SNP pour Banff et Buchan . Elle siège au conseil d'administration de Turning Point Scotland jusqu'en 2011 ,.
Whiteford continue à s'investir dans la Politique sociale et les problèmes mondiaux en tant que bénévole pour plusieurs organismes de bienfaisance, et siège au conseil d'administration de Jubilee Scotland .

## Député
Whiteford est élue pour la première fois pour Banff et Buchan le 6 mai 2010 . Elle prononce son premier discours le 7 juin 2010 sur la Constitution et les affaires intérieures . Elle occupe les postes de porte-parole du SNP à Westminster : pour les femmes du 15 juin 2010 au 20 mai 2015 ; pour la pêche, l'alimentation et les affaires rurales 15 juin 2010 – 20 mai 2015 ; et pour le développement international 15 juin 2010 – 20 mai 2015. Elle siège au Scottish Affairs Select Committee du 12 juillet 2010 au 30 mars 2015 .
Aux élections générales de 2015, Whiteford est réélue députée de Banff et Buchan, remportant 60,2 % des voix dans la circonscription . Elle est chef du groupe Shadow SNP à Westminster (Justice sociale et bien-être) du 21 mai 2015 au 3 mai 2017 .
Aux élections de 2017, elle perd le siège au profit de David Duguid, l'un de ses anciens camarades de classe, du parti conservateur .